# TechVentures Bank

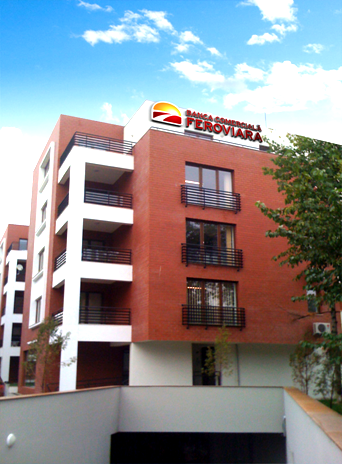
Fostul sediu al băncii în București

TechVentures Bank (fosta Banca Comercială Feroviară) este o bancă din România cu capital privat, integral românesc, înființată la data de 23 noiembrie 2009 de omul de afaceri Valer Blidar.
Banca avea în 2021 active totale de 737 milioane de lei și 12 sucursale.
În vara anului 2020, Valer Blidar, proprietarul companiei Astra Vagoane, a vândut pachetului majoritar de acțiuni pe care îl deținea la Banca Feroviară către Olimpiu Bălaș, un antreprenor IT care deține compania New Business Dimensions. În urma schimbării acționariatului Banca Comercială Feroviară a fost redenumită Techventures Bank în decembrie 2020.

## Acționariat
Acționariatul băncii în 2022:
- Vasile-Olimpiu Bălaș – 64.6%
- Tristar S.R.L. – 18.5%
- Tech Ventures Capital AFIA S.A. – 9.5%
- Atelierele CFR Grivița S.A. – 7.4%

Acționariatul băncii în 2018: 
- Valer Blidar – 38,445%
- Astra Vagoane Călători S.A. – 28,389%
- Tristar S.R.L. – 23,666%
- Atelierele CFR Grivița S.A. – 9,5%